# Bauhinia scala-simiae
Bauhinia scala-simiae är en ärtväxtart som beskrevs av Noel Yvri Sandwith. Bauhinia scala-simiae ingår i släktet Bauhinia och familjen ärtväxter. Inga underarter finns listade i Catalogue of Life.